# Aeusserfaden
Der Aeusserfaden war ein Längenmaß in Estland in der Hafenstadt Pernau.
- 1 Aeusserfaden = 7 Fuß = 1,92253 Meter

Der normale Faden (die Klafter) hatte nur sechs Fuß und eine Länge von 1,6479 Meter (Der Fuß wurde gerechnet 1 Fuß = ½ Elle = 121,75 Pariser Linien = 0,27465 Meter)
Nach anderen Quellen waren die Werte
- 1 Aeusserfaden = 7 Fuß = 1,8816 Meter (errechnet)

Der normale Faden oder die Klafter hatte nur sechs Fuß und eine Länge von 1,6128 Meter (errechnet, 1 Fuß = ½ Elle = 119,16 Pariser Linien = 0,2688 Meter)